# UCI Europe Tour 2019
Navigation
Édition précédente Édition suivante
L'UCI Europe Tour 2019 est la quinzième édition de l'UCI Europe Tour, l'un des cinq circuits continentaux de cyclisme de l'Union cycliste internationale. Il est composé d'environ 260 compétitions organisées du 31 janvier au 20 octobre 2019 en Europe.

## Équipes
Les équipes qui peuvent participer aux différentes courses dépendent de la catégorie de l'épreuve. Par exemple, les UCI WorldTeams ne peuvent participer qu'aux courses .HC et .1 et leur nombre par épreuves est limité.
| Catégorie               | Catégorie                  | Équipes |
| ----------------------- | -------------------------- | --- |
| .HC                     | 1.HC (Course d'un jour)    | * WorldTeam (max 65 %) * Continentales professionnelles * Continentales * Sélections nationales             |
| .HC                     | 2.HC (Course par étapes)   | * WorldTeam (max 65 %) * Continentales professionnelles * Continentales * Sélections nationales             |
| .1                      | 1.1 (Course d'un jour)     | * WorldTeam (max 50 %) * Continentales professionnelles * Continentales * Sélections nationales             |
| .1                      | 2.1 (Course par étapes)    | * WorldTeam (max 50 %) * Continentales professionnelles * Continentales * Sélections nationales             |
| .2                      | 1.2 (Course d'un jour)     | * Continentales professionnelles * Continentales * Sélections nationales * Sélections régionales * Amateurs |
| .2                      | 2.2 (Course par étapes)    | * Continentales professionnelles * Continentales * Sélections nationales * Sélections régionales * Amateurs |
| .Ncup (moins de 23 ans) | 1.Ncup (Course d'un jour)  | * Sélections nationales * Sélections mixtes * Sélections régionales                                         |
| .Ncup (moins de 23 ans) | 2.Ncup (Course par étapes) | * Sélections nationales * Sélections mixtes * Sélections régionales                                         |

## Courses
Cette édition comprend 37 courses en hors catégorie (.HC), 101 courses de niveau 1 (.1) et le reste des courses étant du dernier niveau (.2).

## Calendrier des épreuves

### Janvier
| Date | Course                                      | Pays    | Classe | Vainqueur     | Équipe  |
| ---- | ------------------------------------------- | ------- | ------ | ------------- | ------- |
| 31   | Trofeo Ses Salines-Campos-Porreres-Felanitx | Espagne | 1.1    | Jesús Herrada | Cofidis |

### Février
| Date  | Course                            | Pays     | Classe | Vainqueur          | Équipe                        |
| ----- | --------------------------------- | -------- | ------ | ------------------ | ----------------------------- |
| 1     | Trofeo Andratx Lloseta            | Espagne  | 1.1    | Emanuel Buchmann   | Bora-Hansgrohe                |
| 2     | Trofeo de Tramuntana Soller-Deia  | Espagne  | 1.1    | Tim Wellens        | Lotto-Soudal                  |
| 3     | Trofeo Palma                      | Espagne  | 1.1    | Marcel Kittel      | Katusha-Alpecin               |
| 3     | Grand Prix La Marseillaise        | France   | 1.1    | Anthony Turgis     | Direct Énergie                |
| 6-10  | Tour de la Communauté valencienne | Espagne  | 2.1    | Ion Izagirre       | Astana                        |
| 7-10  | Étoile de Bessèges                | France   | 2.1    | Christophe Laporte | Cofidis                       |
| 9     | Grand Prix Gazipaşa               | Turquie  | 1.2    | Branislau Samoilau | Minsk CC                      |
| 10    | Grand Prix Alanya                 | Turquie  | 1.2    | Lucas Carstensen   | Bike Aid                      |
| 14-17 | Tour de La Provence               | France   | 2.1    | Gorka Izagirre     | Astana                        |
| 15-16 | Tour de Murcie                    | Espagne  | 2.1    | Luis León Sánchez  | Astana                        |
| 17    | Clásica de Almería                | Espagne  | 1.HC   | Pascal Ackermann   | Bora-Hansgrohe                |
| 17    | Trofeo Laigueglia                 | Italie   | 1.HC   | Simone Velasco     | Neri Sottoli-Selle Italia-KTM |
| 20-24 | Tour de l'Algarve                 | Portugal | 2.HC   | Tadej Pogačar      | UAE Emirates                  |
| 20-24 | Tour d'Andalousie                 | Espagne  | 2.HC   | Jakob Fuglsang     | Astana                        |
| 21-24 | Tour d'Antalya                    | Turquie  | 2.2    | Szymon Rekita      | Leopard                       |
| 22-24 | Tour du Haut-Var                  | France   | 2.1    | Thibaut Pinot      | Groupama FDJ                  |
| 24    | Grand Prix Slovenian Istria       | Slovénie | 1.2    | Marko Kump         | Adria Mobil                   |

### Mars
| Date  | Course                                                  | Pays     | Classe | Vainqueur                | Équipe                   |
| ----- | ------------------------------------------------------- | -------- | ------ | ------------------------ | ------------------------ |
| 2     | Faun Environnement-Classic de l'Ardèche Rhône Crussol   | France   | 1.1    | Lilian Calmejane         | Direct Énergie           |
| 3     | Royal Bernard Drôme Classic                             | France   | 1.1    | Alexis Vuillermoz        | AG2R La Mondiale         |
| 3     | Kuurne-Bruxelles-Kuurne                                 | Belgique | 1.HC   | Bob Jungels              | Deceuninck-Quick Step    |
| 3     | Grand Prix International de Rhodes                      | Grèce    | 1.2    | Dušan Rajović            | Adria Mobil              |
| 5     | Le Samyn                                                | Belgique | 1.1    | Florian Sénéchal         | Deceuninck-Quick Step    |
| 6     | Trofej Umag-Umag Trophy                                 | Croatie  | 1.2    | Alois Kaňkovský          | Elkov-Author             |
| 8-10  | International Tour of Rhodes                            | Grèce    | 2.2    | Martijn Budding          | BEAT Cycling Club        |
| 9     | Trofej Poreč-Poreč Trophy                               | Croatie  | 1.2    | Fabian Lienhard          | IAM Excelsior            |
| 9     | Grand Prix Velo Alanya                                  | Turquie  | 1.2    | Nikolai Shumov           | Minsk CC                 |
| 10    | Grand Prix Jean-Pierre Monseré                          | Belgique | 1.1    | Annulé en raison du vent | Annulé en raison du vent |
| 10    | Grand Prix de l'industrie et de l'artisanat de Larciano | Italie   | 1.HC   | Maximilian Schachmann    | Bora-Hansgrohe           |
| 10    | Grand Prix Justiniano Hotels                            | Turquie  | 1.2    | Onur Balkan              | Salcano Sakarya BB Team  |
| 10    | Grand Prix de Lillers-Souvenir Bruno Comini             | France   | 1.2    | Annulé en raison du vent | Annulé en raison du vent |
| 10    | Rabobank Dorpenomloop Rucphen                           | Pays-Bas | 1.2    | Annulé en raison du vent | Annulé en raison du vent |
| 14-17 | Istarsko Proljee-Istrian Spring Trophy                  | Croatie  | 2.2    | Felix Gall               | Sunweb Development       |
| 17    | Tour de Drenthe                                         | Pays-Bas | 1.HC   | Pim Ligthart             | Direct Energie           |
| 17    | Classica da Arrabida-Cyclin'Portugal                    | Portugal | 1.2    | Jonathan Lastra          | Caja Rural-Seguros RGA   |
| 17    | Paris-Troyes                                            | France   | 1.2    | Jérémy Cabot             | SCO Dijon                |
| 17    | La Popolarissima                                        | Italie   | 1.2    | Nicola Venchiarutti      | Team Friuli              |
| 20    | Danilith Nokere Koerse                                  | Belgique | 1.HC   | Cees Bol                 | Sunweb                   |
| 20-24 | Tour de l'Alentejo                                      | Portugal | 2.2    | João Rodrigues           | W52-FC Porto             |
| 22    | Youngster Coast Challenge                               | Belgique | 1.2U   | Niklas Märkl             | Sunweb Development       |
| 22    | Bredene Koksijde Classic                                | Belgique | 1.HC   | Pascal Ackermann         | Bora-Hansgrohe           |
| 24    | Grand Prix de Denain-Porte du Hainaut                   | France   | 1.HC   | Mathieu van der Poel     | Corendon-Circus          |
| 25-31 | Tour de Normandie                                       | France   | 2.2    | Ole Forfang              | Joker Fuel of Norway     |
| 27-31 | Semaine internationale Coppi et Bartali                 | Italie   | 2.1    | Lucas Hamilton           | Mitchelton-Scott         |
| 30    | Classic Loire-Atlantique                                | France   | 1.1    | Rudy Barbier             | Israel Cycling Academy   |
| 31    | Cholet-Pays de la Loire                                 | France   | 1.1    | Marc Sarreau             | Groupama FDJ             |

### Avril
| Date  | Course                                               | Pays               | Classe | Vainqueur                       | Équipe                          |
| ----- | ---------------------------------------------------- | ------------------ | ------ | ------------------------------- | ------------------------------- |
| 3-6   | Tour de Sicile                                       | Italie             | 2.1    | Brandon McNulty                 | Rally UHC                       |
| 5     | Route Adélie de Vitré                                | France             | 1.1    | Marc Sarreau                    | Groupama FDJ                    |
| 5-7   | Triptyque des Monts et Châteaux                      | Belgique           | 2.2    | Mikkel Bjerg                    | Hagens Berman Axeon             |
| 6     | Volta Limburg Classic                                | Pays-Bas           | 1.1    | Patrick Müller                  | Vital Concept-B&B Hotels        |
| 6     | Grand Prix Miguel Indurain                           | Espagne            | 1.1    | Jonathan Hivert                 | Direct Énergie                  |
| 7     | Tour de La Rioja                                     | Espagne            | 1.1    | Annulé                          | Annulé                          |
| 7     | GP Adria Mobil                                       | Slovénie           | 1.2    | Marko Kump                      | Adria Mobil                     |
| 7     | Trofeo Piva                                          | Italie             | 1.2U   | Georg Zimmermann                | Tirol-KTM                       |
| 7     | Roue tourangelle                                     | France             | 1.1    | Lionel Taminiaux                | Wallonie Bruxelles              |
| 9-12  | Circuit Cycliste Sarthe-Pays de la Loire             | France             | 2.1    | Alexis Gougeard                 | AG2R La Mondiale                |
| 10    | Grand Prix de l'Escaut                               | Belgique           | 1.HC   | Fabio Jakobsen                  | Deceuninck-Quick Step           |
| 12-14 | GP Beiras e Serra da Estrela                         | Portugal           | 2.1    | Edwin Avila                     | Israel Cycling Academy          |
| 12-14 | Circuit des Ardennes International                   | France             | 2.2    | Alexander Kamp                  | Riwal Readynez                  |
| 13    | Trofeo Edil C                                        | Italie             | 1.2U   | Giovanni Aleotti                | Team Friuli                     |
| 14    | Klasika Primavera de Amorebieta                      | Espagne            | 1.1    | Carlos Betancur                 | Movistar                        |
| 16    | Paris-Camembert                                      | France             | 1.1    | Benoît Cosnefroy                | AG2R La Mondiale                |
| 17    | Flèche brabançonne                                   | Belgique           | 1.HC   | Mathieu Van der Poel            | Corendon-Circus                 |
| 17-21 | Tour du Loir-et-Cher                                 | France             | 2.2    | Jan Bárta                       | Elkov-Author                    |
| 18-21 | Belgrade-Banja Luka                                  | Bosnie-Herzégovine | 2.1    | Paweł Franczak                  | Voster ATS                      |
| 20    | Arno Wallaard Memorial                               | Pays-Bas           | 1.2    | Alexandar Richardson            | Canyon DHB-Bloor Homes          |
| 20    | Liège-Bastogne-Liège espoirs                         | Belgique           | 1.2U   | Kevin Vermaerke                 | Hagens Berman-Axeon             |
| 20    | Tour du Finistère                                    | France             | 1.1    | Julien Simon                    | Cofidis                         |
| 21    | Trophée de la ville de San Vendemiano                | Italie             | 1.2U   | Andrea Bagioli                  | Colpack                         |
| 22    | Giro del Belvedere                                   | Italie             | 1.2U   | Samuele Battistella             | Dimension Data-Qhubeka          |
| 22    | Tro Bro Leon                                         | France             | 1.1    | Andrea Vendrame                 | Androni Giocattoli-Sidermec     |
| 22-26 | Tour des Alpes                                       | Italie             | 2.HC   | Pavel Sivakov                   | Team Sky                        |
| 23    | G.P. Palio del Recioto-Trofeo C&F Resinatura Blocchi | Italie             | 1.2U   | Matteo Sobrero                  | Dimension Data-Qhubeka          |
| 25    | Gran Premio della Liberazione                        | Italie             | 1.2U   | Annulé pour raisons économiques | Annulé pour raisons économiques |
| 25-28 | Tour de Mersin                                       | Turquie            | 2.2    | Peter Koning                    | Bike Aid                        |
| 25-1  | Tour de Bretagne                                     | France             | 2.2    | Lorrenzo Manzin                 | Vital Concept-B&B Hotels        |
| 26-28 | Tour de Castille-et-León                             | Espagne            | 2.1    | Davide Cimolai                  | Israel Cycling Academy          |
| 27-28 | Tour du Jura                                         | France             | 2.2    | Kobe Goossens                   | Lotto-Soudal U23                |
| 28    | Visegrad 4 Bicycle Race-GP Poland                    | Pologne            | 1.2    | Alois Kaňkovský                 | Elkov-Author                    |
| 28    | Rutland-Melton Cicle Classic                         | Royaume-Uni        | 1.2    | Colin Joyce                     | Rally UHC                       |
| 28    | Tour des Apennins                                    | Italie             | 1.1    | Mattia Cattaneo                 | Androni Giocattoli-Sidermec     |
| 30-5  | Carpathian Couriers Race                             | Pologne            | 2.2U   | Marijn van den Berg             | Metec-TKH-Mantel                |

### Mai
| Date  | Course                              | Pays        | Classe | Vainqueur                 | Équipe                           |
| ----- | ----------------------------------- | ----------- | ------ | ------------------------- | -------------------------------- |
| 1     | Memoriał Andrzeja Trochanowskiego   | Pologne     | 1.2    | Alois Kaňkovský           | Elkov-Author                     |
| 1     | Eschborn-Francfort espoirs          | Allemagne   | 1.2U   | Frederik Madsen           | ColoQuick                        |
| 1-5   | Five Rings of Moscow                | Russie      | 2.2    | Yauhen Sobal              | Minsk CC                         |
| 2-5   | Tour de Mésopotamie                 | Turquie     | 2.2    | Branislau Samoilau        | Minsk CC                         |
| 2-5   | Tour de Yorkshire                   | Royaume-Uni | 2.HC   | Christopher Lawless       | Team Ineos                       |
| 3-5   | Tour des Asturies                   | Espagne     | 2.1    | Richard Carapaz           | Movistar                         |
| 3     | Mémorial Roman Siemiński            | Pologne     | 1.2    | Alois Kaňkovský           | Elkov-Author                     |
| 4     | Tour d'Overijssel                   | Pays-Bas    | 1.2    | Nils Eekhoff              | Sunweb Development               |
| 4     | Himmerland Rundt                    | Danemark    | 1.2    | Niklas Larsen             | ColoQuick                        |
| 5     | Circuito del Porto-Trofeo Arvedi    | Italie      | 1.2    | Luca Mozzato              | Dimension Data-Qhubeka           |
| 5     | Skive-Løbet                         | Danemark    | 1.2    | Frederik Madsen           | ColoQuick                        |
| 5     | Entre Brenne et Montmorillonnais    | France      | 1.2    | Alberto Dainese           | Italie espoirs                   |
| 9-12  | Rhône-Alpes Isère Tour              | France      | 2.2    | Matthias Krizek           | Felbermayr - Simplon Wels        |
| 10-12 | Tour de la communauté de Madrid     | Espagne     | 2.1    | Clément Russo             | Arkéa-Samsic                     |
| 10-12 | CCC Tour-Grody Piastowskie          | Pologne     | 2.2    | Kamil Małecki             | CCC Development                  |
| 11    | Scandinavian Race Uppsala           | Suède       | 1.2    | Rasmus Bøgh Wallin        | Riwal Readynez                   |
| 11    | Sundvolden GP                       | Norvège     | 1.2    | Trond Trondsen            | Coop                             |
| 11    | Visegrad 4 Kerekparverseny          | Hongrie     | 1.2    | Paweł Franczak            | Voster ATS                       |
| 11    | PWZ Zuidenveld Tour                 | Pays-Bas    | 1.2    | Luuc Bugter               | BEAT Cycling Club                |
| 11    | Minsk Cup                           | Biélorussie | 1.2    | Yauheni Karaliok          | Biélorussie                      |
| 12    | Grand Prix de la Somme              | France      | 1.2    | Lorrenzo Manzin           | Vital Concept-B&B Hotels         |
| 12    | Flèche ardennaise                   | Belgique    | 1.2    | Simon Pellaud             | IAM Excelsior                    |
| 12    | Grand Prix Industrie del Marmo      | Italie      | 1.2U   | Patrick Gamper            | Tirol-KTM                        |
| 12    | Visegrad 4 Bicycle Race-GP Slovakia | Slovaquie   | 1.2    | Alois Kaňkovský           | Elkov-Author                     |
| 12    | Ringerike GP                        | Norvège     | 1.2    | Kristoffer Skjerping      | Uno-X Norwegian Development Team |
| 12    | Grand Prix de Minsk                 | Biélorussie | 1.2    | Norman Vahtra             | Cycling Tartu                    |
| 14-19 | Quatre Jours de Dunkerque           | France      | 2.HC   | Mike Teunissen            | Jumbo-Visma                      |
| 17-19 | Tour d'Aragon                       | Espagne     | 2.1    | Eduard Prades             | Movistar                         |
| 17-19 | Tour de la mer Noire                | Turquie     | 2.2    | Onur Balkan               | Salcano Sakarya BB Team          |
| 17-19 | Tour d'Eure-et-Loir                 | France      | 2.2    | Luuc Bugter               | BEAT Cycling Club                |
| 19    | Grand Prix Criquielion              | Belgique    | 1.2    | Arne Marit                | Lotto-Soudal U23                 |
| 19-26 | Rás Tailteann                       | Irlande     | 2.2    | Retirée du calendrier UCI | Retirée du calendrier UCI        |
| 22-26 | Baltyk-Karkonosze Tour              | Pologne     | 2.2    | Kamil Małecki             | CCC Development                  |
| 23    | Chabany Race                        | Ukraine     | 1.2    | Andriy Vasylyuk           | Kyiv Capital Team                |
| 23-25 | Tour d'Estonie                      | Estonie     | 2.1    | Mihkel Räim               | Israel Cycling Academy           |
| 23-26 | Ronde de l'Isard                    | France      | 2.2U   | Andrea Bagioli            | Colpack                          |
| 24    | Horizon Park Race for Peace         | Ukraine     | 1.2    | Yauhen Sobal              | Minsk CC                         |
| 24-26 | Tour de l'Ain                       | France      | 2.1    | Thibaut Pinot             | Groupama-FDJ                     |
| 24-26 | À travers les Hauts de France       | France      | 2.2    | Ethan Hayter              | Grande-Bretagne                  |
| 24-26 | Hammer Stavanger                    | Norvège     | 2.1    |                           | Jumbo-Visma                      |
| 25    | Horizon Park Race Maidan            | Ukraine     | 1.2    | Uladzislau Tsimoshyk      | Biélorussie                      |
| 26    | Horizon Park Race Classic           | Ukraine     | 1.2    | Andriy Vasylyuk           | Kyiv Capital Team                |
| 26    | Grand Prix Marcel Kint              | Belgique    | 1.1    | Bryan Coquard             | Vital Concept-B&B Hotels         |
| 28-2  | Tour de Norvège                     | Norvège     | 2.HC   | Alexander Kristoff        | UAE Emirates                     |
| 29-2  | Flèche du Sud                       | Luxembourg  | 2.2    | Quinten Hermans           | Telenet-Fidea Lions              |
| 30    | Circuit de Wallonie                 | Belgique    | 1.1    | Thomas Boudat             | Total Direct Énergie             |
| 31-2  | Tour de la Mirabelle                | France      | 2.2    | Simon Pellaud             | IAM Excelsior                    |
| 31-2  | Szlakiem Walk Majora Hubala         | Pologne     | 2.1    | Maciej Paterski           | Wibatech Merx 7R                 |

### Juin
| Date  | Course                                                            | Pays       | Classe | Vainqueur             | Équipe                              |
| ----- | ----------------------------------------------------------------- | ---------- | ------ | --------------------- | ----------------------------------- |
| 1     | Grand Prix de Plumelec-Morbihan                                   | France     | 1.1    | Benoît Cosnefroy      | AG2R La Mondiale                    |
| 2     | Paris-Roubaix espoirs                                             | France     | 1.2U   | Thomas Pidcock        | Wiggins Le Col                      |
| 2     | Tour de Cologne                                                   | Allemagne  | 1.1    | Baptiste Planckaert   | Wallonie Bruxelles                  |
| 2     | Boucles de l'Aulne-Châteaulin                                     | France     | 1.1    | Alexis Gougeard       | AG2R La Mondiale                    |
| 2     | Trofeo Alcide Degasperi                                           | Italie     | 1.2    | Ben Hill              | Ljubljana Gusto Santic              |
| 2     | Odessa Grand Prix                                                 | Ukraine    | 1.2    | Matvey Nikitin        | Vino-Astana Motors                  |
| 5-9   | Tour de Serbie                                                    | Serbie     | 2.2    | Annulé                | Annulé                              |
| 5-9   | Skoda-Tour de Luxembourg                                          | Luxembourg | 2.HC   | Jesús Herrada         | Cofidis                             |
| 6-9   | Boucles de la Mayenne                                             | France     | 2.1    | Thibault Ferasse      | Natura4Ever-Roubaix-Lille Métropole |
| 7-9   | Hammer Limburg                                                    | Pays-Bas   | 2.1    | Deceuninck-Quick Step | Deceuninck-Quick Step               |
| 7-9   | Tour de Bihor-Bellotto                                            | Roumanie   | 2.1    | Daniel Muñoz          | Androni Giocattoli-Sidermec         |
| 8     | À travers les Ardennes flamandes                                  | Belgique   | 1.1    | Annulé                | Annulé                              |
| 9     | Mémorial Philippe Van Coningsloo                                  | Belgique   | 1.2    | Gerben Thijssen       | Lotto-Soudal                        |
| 9     | Coppa della Pace                                                  | Italie     | 1.2    | Georg Zimmermann      | Tirol-KTM                           |
| 9     | Grand Prix de Lugano                                              | Suisse     | 1.1    | Diego Ulissi          | UAE Emirates                        |
| 11    | Bursa Orhangazi Race                                              | Turquie    | 1.2    | Onur Balkan           | Salcano Sakarya BB Team             |
| 11-16 | Tour de Hongrie                                                   | Hongrie    | 2.1    | Krists Neilands       | Israel Cycling Academy              |
| 12    | Bursa Yildirim Bayezit Race                                       | Turquie    | 1.2    | Mustafa Sayar         | Salcano Sakarya BB Team             |
| 12-16 | Tour de Belgique                                                  | Belgique   | 2.HC   | Remco Evenepoel       | Deceuninck-Quick Step               |
| 13    | Grand Prix du canton d'Argovie                                    | Suisse     | 1.HC   | Alexander Kristoff    | UAE Emirates                        |
| 13-16 | Ronde de l'Oise                                                   | France     | 2.2    | Anthony Maldonado     | Saint Michel-Auber 93               |
| 13-16 | Tour de Haute-Autriche                                            | Autriche   | 2.2    | Jannik Steimle        | Vorarlberg-Santic                   |
| 13-23 | Giro Ciclistico d'Italia                                          | Italie     | 2.2U   | Andrés Camilo Ardila  | Colombie espoirs                    |
| 14-16 | Tour of Malopolska                                                | Pologne    | 2.2    | Adam Stachowiak       | Voster ATS                          |
| 16    | Midden-Brabant Poort Omloop                                       | Pays-Bas   | 1.2    | Arvid de Kleijn       | Metec-TKH-Mantel                    |
| 17    | Mont Ventoux Dénivelé Challenge                                   | France     | 1.1    | Jesús Herrada         | Cofidis                             |
| 19-23 | Tour de Slovénie                                                  | Slovénie   | 2.HC   | Diego Ulissi          | UAE Emirates                        |
| 19-23 | ZLM Tour                                                          | Pays-Bas   | 2.1    | Mike Teunissen        | Jumbo-Visma                         |
| 20-23 | Tour de Savoie Mont-Blanc                                         | France     | 2.2    | Chris Harper          | BridgeLane                          |
| 20-23 | Route d'Occitanie-La Dépêche du Midi                              | France     | 2.1    | Alejandro Valverde    | Movistar                            |
| 21    | À travers le Hageland                                             | Belgique   | 1.1    | Kenneth Vanbilsen     | Cofidis                             |
| 22    | Flèche de Heist                                                   | Belgique   | 1.1    | Álvaro Hodeg          | Deceuninck-Quick Step               |
| 22    | Grand Prix Doliny Baryczy migród-Memoria Grundmanna i Wizowskiego | Pologne    | 1.2    | Sylwester Janiszewski | Voster ATS                          |
| 23    | International Race Korona Kocich Gor                              | Pologne    | 1.2    | Patryk Stosz          | CCC Development                     |
| 23    | Tour des onze villes                                              | Belgique   | 1.1    | Tim Merlier           | Corendon-Circus                     |
| 26    | Internationale Wielertrofee Jong Maar Moedig I.W.T.               | Belgique   | 1.2    | Julien Van Den Brande | Tarteletto-Isorex                   |
| 26    | Halle-Ingooigem                                                   | Belgique   | 1.1    | Dries De Bondt        | Corendon-Circus                     |

### Juillet
| Date  | Course                                                              | Pays     | Classe | Vainqueur              | Équipe                             |
| ----- | ------------------------------------------------------------------- | -------- | ------ | ---------------------- | ---------------------------------- |
| 2     | Trophée de la ville de Brescia                                      | Italie   | 1.2    | Daniel Smarzaro        | ASD Bottoli General Store-Essegibi |
| 2-6   | Course de Solidarność et des champions olympiques                   | Pologne  | 2.2    | Norman Vahtra          | Cycling Tartu                      |
| 3-7   | Sibiu Cycling Tour                                                  | Roumanie | 2.1    | Kevin Rivera           | Androni Giocattoli-Sidermec        |
| 6-7   | In the Steps of the Romans                                          | Bulgarie | 2.2    | Polychronis Tzortzakis | Tarteletto-Isorex                  |
| 6-12  | Tour d'Autriche                                                     | Autriche | 2.1    | Ben Hermans            | Israel Cycling Academy             |
| 11-14 | Grand Prix International de Torres Vedras-Trophée Joaquim Agostinho | Portugal | 2.2    | Henrique Casimiro      | Efapel                             |
| 14    | Giro del Medio Brenta                                               | Italie   | 1.2    | Simone Ravanelli       | Biesse Carrera                     |
| 16-21 | Tour de la Vallée d'Aoste                                           | Italie   | 2.2U   | Mauri Vansevenant      | EFC-L&R-Vulsteke                   |
| 20    | V4 Special Series Debrecen-Ibrany                                   | Hongrie  | 1.2    | János Pelikán          | Pannon Cycling Team                |
| 23-28 | Adriatica Ionica Race                                               | Italie   | 2.1    | Mark Padun             | Bahrain-Merida                     |
| 24-27 | Dookola Mazowsza                                                    | Pologne  | 2.2    | Stanislaw Aniolkowski  | CCC Development                    |
| 25    | Grand Prix Pino Cerami                                              | Belgique | 1.1    | Bryan Coquard          | Vital Concept-B&B Hotels           |
| 25    | Classique d'Ordizia                                                 | Espagne  | 1.1    | Rafael Valls           | Movistar                           |
| 26-28 | Tour du Kosovo                                                      | Kosovo   | 2.2    | Charalampos Kastrantas | Brunei Continental Cycling Team    |
| 27-31 | Tour de Wallonie                                                    | Belgique | 2.HC   | Loïc Vliegen           | Wanty-Gobert                       |
| 28    | Grand Prix de la ville de Pérenchies                                | France   | 1.2    | Jens Reynders          | Wallonie-Bruxelles                 |
| 31    | Circuit de Getxo                                                    | Espagne  | 1.1    | Jon Aberasturi         | Caja Rural-Seguros RGA             |
| 31-4  | Tour Alsace                                                         | France   | 2.2    | Thomas Pidcock         | Wiggins Le Col                     |
| 31-11 | Tour du Portugal                                                    | Portugal | 2.1    | João Rodrigues         | W52-FC Porto                       |

### Août
| Date  | Course                                       | Pays      | Classe | Vainqueur          | Équipe                         |
| ----- | -------------------------------------------- | --------- | ------ | ------------------ | ------------------------------ |
| 2-11  | Tour cycliste international de la Guadeloupe | France    | 2.2    | Adrien Guillonnet  | Interpro Cycling Academy       |
| 3     | Hansa Bygg Kalmar Grand Prix Road Race       | Suède     | 1.2    | Norman Vahtra      | Cycling Tartu                  |
| 3-5   | Kreiz Breizh Elites                          | France    | 2.2    | Mathijs Paasschens | Wallonie-Bruxelles             |
| 4     | GP Kranj                                     | Slovénie  | 1.2    | Marko Kump         | Adria Mobil                    |
| 6-10  | Tour de Szeklerland                          | Roumanie  | 2.2    | Jonas Rapp         | Team Hrinkow Advarics Cycleang |
| 11    | KOGA Slag om Norg                            | Pays-Bas  | 1.1    | Coen Vermeltfoort  | Alecto                         |
| 11    | Grand Prix de Poggiana                       | Italie    | 1.2U   | Fabio Mazzucco     | Sangemini-MG.Kvis-Vega         |
| 11    | Flèche du port d'Anvers                      | Belgique  | 1.2    | Tibo Nevens        | Home Solution-Soenens          |
| 13-17 | Tour de Burgos                               | Espagne   | 2.HC   | Ivan Sosa          | Team Ineos                     |
| 15    | Coupe du Ministère de la Défense             | Pologne   | 1.2    | Norman Vahtra      | Cycling Tartu                  |
| 15-18 | Czech Cycling Tour                           | Tchéquie  | 2.1    | Daryl Impey        | Mitchelton-Scott               |
| 15-18 | Arctic Race of Norway                        | Norvège   | 2.HC   | Alexey Lutsenko    | Astana                         |
| 16    | Gran Premio Capodarco                        | Italie    | 1.2U   | Filippo Zana       | Sangemini-MG.Kvis-Vega         |
| 17    | Memorial Henryka Lasaka                      | Pologne   | 1.2    | Norman Vahtra      | Cycling Tartu                  |
| 18    | Fyen Rundt                                   | Danemark  | 1.1    | Rasmus Quaade      | Riwal Readynez                 |
| 18    | Polynormande                                 | France    | 1.1    | Benoît Cosnefroy   | AG2R La Mondiale               |
| 18    | Puchar Uzdrowisk Karpackich                  | Pologne   | 1.2    | John Mandrysch     | P&S Metalltechnik              |
| 20    | Grand Prix de la ville de Zottegem           | Belgique  | 1.1    | Piotr Havik        | BEAT Cycling Club              |
| 20    | Grand Prix des Marbriers                     | France    | 1.2    | Damien Clayton     | Ribble                         |
| 21    | Veenendaal-Veenendaal Classic                | Pays-Bas  | 1.1    | Zakkari Dempster   | Israel Cycling Academy         |
| 21-24 | Tour du Limousin-Nouvelle-Aquitaine          | France    | 2.1    | Benoit Cosnefroy   | AG2R La Mondiale               |
| 21-25 | Tour du Danemark                             | Danemark  | 2.HC   | Niklas Larsen      | ColoQuick                      |
| 25    | Coupe Sels                                   | Belgique  | 1.1    | Attilio Viviani    | Cofidis                        |
| 27-30 | Tour Poitou-Charentes en Nouvelle-Aquitaine  | France    | 2.1    | Christophe Laporte | Cofidis                        |
| 28    | Course des raisins                           | Belgique  | 1.1    | Arvid de Kleijn    | Metec-TKH-Mantel               |
| 29-1  | Tour d'Allemagne                             | Allemagne | 2.HC   | Jasper Stuyven     | Trek-Segafredo                 |
| 30    | Great War Remembrance Race                   | Belgique  | 1.1    | Annulé             | Annulé                         |
| 31    | Circuit Mandel-Lys-Escaut Meulebeke          | Belgique  | 1.1    | Niccolò Bonifazio  | Total Direct Énergie           |

### Septembre
| Date  | Course                                                   | Pays        | Classe | Vainqueur                                 | Équipe                              |
| ----- | -------------------------------------------------------- | ----------- | ------ | ----------------------------------------- | ----------------------------------- |
| 1     | Ronde van Midden-Nederland                               | Pays-Bas    | 1.2    | Annulé                                    | Annulé                              |
| 1     | Croatie-Slovénie                                         | Slovénie    | 1.2    | Marko Kump                                | Adria Mobil                         |
| 1     | Grand Prix International de la ville de Nogent-sur-Oise  | France      | 1.2    | Emiel Vermeulen                           | Natura4Ever-Roubaix-Lille Métropole |
| 1     | Grand Prix Jef Scherens                                  | Belgique    | 1.1    | Niccolò Bonifazio                         | Total Direct Énergie                |
| 4-8   | Okolo Jižních Čech/Tour of South Bohemia                 | Tchéquie    | 2.2    | Annulé                                    | Annulé                              |
| 5-7   | Tour du Frioul-Vénétie julienne                          | Italie      | 2.2    | Clément Champoussin                       | Chambéry Cyclisme Formation         |
| 6     | Grand Prix Velo Erciyes                                  | Turquie     | 1.2    | Onur Balkan                               | Salcano Sakarya BB Team             |
| 6     | Hafjell TT                                               | Norvège     | 1.2    | Mikkel Bjerg                              | Hagens Berman Axeon                 |
| 7     | Lillehammer GP                                           | Norvège     | 1.2    | Niklas Larsen                             | ColoQuick                           |
| 7     | Brussels Cycling Classic                                 | Belgique    | 1.HC   | Caleb Ewan                                | Lotto-Soudal                        |
| 7-8   | Tour d'Anatolie Centrale                                 | Turquie     | 2.2    | Ahmet Örken                               | Salcano Sakarya BB Team             |
| 7-14  | Tour de Grande-Bretagne                                  | Royaume-Uni | 2.HC   | Mathieu van der Poel                      | Corendon-Circus                     |
| 8     | Antwerp Port Epic                                        | Belgique    | 1.1    | Aimé De Gendt                             | Wanty-Gobert                        |
| 8     | Grand Prix de Fourmies                                   | France      | 1.HC   | Pascal Ackermann                          | Bora-Hansgrohe                      |
| 8     | Gylne Gutuer                                             | Norvège     | 1.2    | Kristoffer Skjerping                      | Uno-X Norwegian Development Team    |
| 8     | Chrono Champenois Masculin International                 | France      | 1.2    | Mikkel Bjerg                              | Hagens Berman-Axeon                 |
| 11-15 | Tour de Roumanie                                         | Roumanie    | 2.1    | Alex Molenaar                             | Monkey Town-A Bloc                  |
| 14    | Flèche côtière                                           | Belgique    | 1.2    | Bas van der Kooij                         | Monkey Town-A Bloc                  |
| 14    | Coppa Agostoni-Giro delle Brianze                        | Italie      | 1.1    | Alexandr Riabushenko                      | UAE Emirates                        |
| 15    | Internationale Raiffeisen Grand Prix Gratwein-Straßengel | Autriche    | 1.2    | Maciej Paterski                           | Wibatech Merx 7R                    |
| 15    | Coppa Bernocchi-GP BPM                                   | Italie      | 1.1    | Phil Bauhaus                              | Bahrain-Merida                      |
| 15    | Tour du Doubs                                            | France      | 1.1    | Stefan Küng                               | Groupama-FDJ                        |
| 15    | Duo normand                                              | France      | 1.1    | Mathias Norsgaard Rasmus Christian Quaade | Riwal Readynez                      |
| 18    | Tour de Toscane-Memorial Alfredo Martini                 | Italie      | 2.1    | Giovanni Visconti                         | Neri Sottoli-Selle Italia-KTM       |
| 18    | Grand Prix de Wallonie                                   | Belgique    | 1.1    | Krists Neilands                           | Israel Cycling Academy              |
| 18-21 | Tour de Slovaquie                                        | Slovaquie   | 2.1    | Yves Lampaert                             | Deceuninck-Quick Step               |
| 19    | Coppa Sabatini-GP de Peccioli                            | Italie      | 1.1    | Alexey Lutsenko                           | Astana                              |
| 20    | Grand Prix Erciyes                                       | Turquie     | 1.2    | Nikolai Shumov                            | Minsk CC                            |
| 20    | Championnat des Flandres                                 | Belgique    | 1.1    | Jannik Steimle                            | Deceuninck-Quick Step               |
| 21    | Primus Classic                                           | Belgique    | 1.HC   | Edward Theuns                             | Trek-Segafredo                      |
| 21    | Mémorial Marco Pantani                                   | Italie      | 1.1    | Alexey Lutsenko                           | Astana                              |
| 21-22 | Tour de Kayseri                                          | Turquie     | 2.2    | Onur Balkan                               | Salcano Sakarya BB Team             |
| 22    | Gooikse Pijl                                             | Belgique    | 1.1    | Pascal Ackermann                          | Bora-Hansgrohe                      |
| 22    | Trofeo Matteotti                                         | Italie      | 1.1    | Matteo Trentin                            | Italie                              |
| 22    | Grand Prix d'Isbergues-Pas de Calais                     | France      | 1.1    | Mads Pedersen                             | Trek-Segafredo                      |
| 24    | Ruota d'Oro-GP Festa del Perdono                         | Italie      | 1.2U   | Nicola Venchiarutti                       | Team Friuli                         |
| 25    | Circuit du Houtland                                      | Belgique    | 1.1    | Max Walscheid                             | Sunweb                              |
| 27-29 | Tour de Mevlana                                          | Turquie     | 2.2    | Batuhan Özgür                             | Salcano Sakarya BB Team             |
| 29    | Paris-Chauny                                             | France      | 1.1    | Anthony Turgis                            | Total Direct Énergie                |

### Octobre
| Date | Course                                            | Pays      | Classe | Vainqueur         | Équipe                   |
| ---- | ------------------------------------------------- | --------- | ------ | ----------------- | ------------------------ |
| 1-6  | Tour de Croatie                                   | Croatie   | 2.1    | Adam Yates        | Mitchelton-Scott         |
| 3    | Tour de Münster                                   | Allemagne | 1.HC   | Álvaro Hodeg      | Deceuninck-Quick Step    |
| 5    | Tour de l'Eurométropole                           | Belgique  | 1.HC   | Piet Allegaert    | Sport Vlaanderen-Baloise |
| 5    | Tour d'Émilie                                     | Italie    | 1.HC   | Primož Roglič     | Jumbo-Visma              |
| 6    | Piccolo Giro di Lombardia                         | Italie    | 1.2U   | Andrea Bagioli    | Colpack                  |
| 6    | Tour de Vendée                                    | France    | 1.1    | Marc Sarreau      | Groupama-FDJ             |
| 6    | Famenne Ardenne Classic                           | Belgique  | 1.1    | Dimitri Claeys    | Cofidis                  |
| 6    | Grand Prix Bruno Beghelli                         | Italie    | 1.HC   | Sonny Colbrelli   | Bahrain-Merida           |
| 8    | Binche-Chimay-Binche/Mémorial Frank Vandenbroucke | Belgique  | 1.1    | Tom Van Asbroeck  | Israel Cycling Academy   |
| 8    | Trois vallées varésines                           | Italie    | 1.HC   | Primož Roglič     | Jumbo-Visma              |
| 9    | Milan-Turin                                       | Italie    | 1.HC   | Michael Woods     | EF Education First       |
| 10   | Tour du Piémont                                   | Italie    | 1.HC   | Egan Bernal       | Team Ineos               |
| 10   | Paris-Bourges                                     | France    | 1.1    | Marc Sarreau      | Groupama-FDJ             |
| 12   | Tacx Pro Classic/Ronde van Zeeland                | Pays-Bas  | 1.1    | Dylan Groenewegen | Jumbo-Visma              |
| 12   | Fatih Sultan Mehmet Edirne Race                   | Turquie   | 1.2    | Onur Balkan       | Salcano Sakarya BB Team  |
| 13   | Paris-Tours                                       | France    | 1.HC   | Jelle Wallays     | Lotto-Soudal             |
| 13   | Memorial Rik Van Steenbergen/Kempen Classic       | Belgique  | 1.1    | Dries De Bondt    | Corendon-Circus          |
| 13   | Fatih Sultan Mehmet Kirklareli Race               | Turquie   | 1.2    | Ahmet Örken       | Salcano Sakarya BB Team  |
| 20   | Chrono des Nations                                | France    | 1.1    | Jos van Emden     | Jumbo-Visma              |

## Classements
- Note: classements définitifs au 22 octobre[7],[8]

| #  | Coureur               | Équipe                | Pts.    |
| -- | --------------------- | --------------------- | ------- |
| 1  | Primož Roglič         | Team Jumbo-Visma      | 4705,28 |
| 2  | Julian Alaphilippe    | Deceuninck-Quick Step | 3569,95 |
| 3  | Jakob Fuglsang        | Astana Pro Team       | 3472,5  |
| 4  | Alejandro Valverde    | Movistar Team         | 3297    |
| 5  | Greg Van Avermaet     | CCC Team              | 2947,33 |
| 6  | Pascal Ackermann      | Bora-Hansgrohe        | 2538    |
| 7  | Alexander Kristoff    | UAE Team Emirates     | 2484,5  |
| 8  | Elia Viviani          | Deceuninck-Quick Step | 2392,12 |
| 9  | Peter Sagan           | Bora-Hansgrohe        | 2232    |
| 10 | Bauke Mollema         | Trek-Segafredo        | 2220    |
| 11 | Mathieu van der Poel  | Corendon-Circus       | 2205    |
| 12 | Diego Ulissi          | UAE Team Emirates     | 2084    |
| 13 | Oliver Naesen         | AG2R La Mondiale      | 2072    |
| 14 | Tadej Pogačar*        | UAE Team Emirates     | 2065,33 |
| 15 | Emanuel Buchmann      | Bora-Hansgrohe        | 2043    |
| 16 | Tim Wellens           | Lotto-Soudal          | 1936,18 |
| 17 | Adam Yates            | Mitchelton-Scott      | 1927,57 |
| 18 | Matteo Trentin        | Mitchelton-Scott      | 1920    |
| 19 | Maximilian Schachmann | Bora-Hansgrohe        | 1528    |
| 20 | Mike Teunissen        | Team Jumbo-Visma      | 1514,63 |

| #  | Équipe                        | Pts.    |
| -- | ----------------------------- | ------- |
| 1  | Total Direct Énergie          | 5152,67 |
| 2  | Wanty-Gobert Cycling Team     | 5086    |
| 3  | Corendon-Circus               | 4898    |
| 4  | Israel Cycling Academy        | 4849,2  |
| 5  | Cofidis                       | 4644    |
| 6  | Androni Giocattoli-Sidermec   | 3681    |
| 7  | Wallonie-Bruxelles            | 3065    |
| 8  | Vital Concept-B&B Hotels      | 2780,34 |
| 9  | Arkéa-Samsic                  | 2769    |
| 10 | Neri Sottoli-Selle Italia-KTM | 2551    |

| #  | Pays            | Pts.     |
| -- | --------------- | -------- |
| 1  | Belgique        | 13491,09 |
| 2  | Italie          | 11747,48 |
| 3  | Pays-Bas        | 11388,14 |
| 4  | France          | 10909,95 |
| 5  | Espagne         | 10039,62 |
| 6  | Slovénie        | 9521,4   |
| 7  | Allemagne       | 9373,33  |
| 8  | Danemark        | 8138,19  |
| 9  | Grande-Bretagne | 6158,32  |
| 10 | Norvège         | 5827,59  |

| #  | Pays            | Pts.    |
| -- | --------------- | ------- |
| 1  | Belgique        | 3590,75 |
| 2  | Slovénie        | 2364,66 |
| 3  | Danemark        | 2042,16 |
| 4  | Italie          | 1886,2  |
| 5  | Suisse          | 1784,6  |
| 6  | Russie          | 846     |
| 7  | Pays-Bas        | 843     |
| 8  | France          | 818     |
| 9  | Norvège         | 740.46  |
| 10 | Grande-Bretagne | 717.71  |